# Regős Mátyás
Regős Mátyás (Budapest, 1994. november 5.) magyar író, költő, előadóművész.

## Életrajzi adatok
1994. november 5-én született Ferencvárosban. Római katolikusnak keresztelték, szüleivel és négy testvérével Kőbányán töltötte gyermekéveit. 2017-ben megnősült, majd megszületett első gyermeke, Liliom. Jelenleg Budapesten él.

## Szakmai pályafutása
2013-ban érettségi vizsgát tett a Budapest-Fasori Evangélikus Gimnáziumban. Ugyanebben az évben felvételt nyert a Pázmány Péter Katolikus Egyetem Bölcsészet- és Társadalomtudományi Karára magyar szakra, ahol rendszeres látogatója volt a kreatív írás kurzusoknak. Ettől az évtől Cseh Tamás és Bereményi Géza dalait adja elő Vértesi Ferenc zenésszel.
2015-től művei megjelentek a Pannon Tükörben, az Új Forrásban, A Vigiliában, a Hitelben, a Credoban, a Magyar Krónikában, az Előretolt Helyőrség Irodalmi-Kulturális Mellékletben és egyéb magyarországi és Kárpát-medencei irodalmi és művészeti folyóiratokban.
2015-ben felvételt nyert a Pázmány Péter Katolikus Egyetem Bölcsészet- és Társadalomtudományi Kar magyar-hittan osztatlan tanári képzésére.
Ugyanebben az évben barátaival megalapította az Erős Vár FC nevű keresztény futballklubot, mely a baráti kötelékek megtartásán és a játék szeretetén kívül a keresztény értékrend és a fair play sportpályákon való képviseletét tűzte ki céljául; a csapat első szezonjában a BLASZ IV. feljutást érő első helyén végzett.
2017-től felolvasásokon, irodalmi esteken vesz részt, többek között a Petőfi Irodalmi Múzeumban, az A38 hajón, Tel-Avivban a Magyar Kulturális Évad Izraelben keretében, az Ünnepi könyvhéten, a Margó Irodalmi Fesztiválon, különböző magyarországi és határon túli középiskolákban és gimnáziumokban, könyvtárakban és fesztiválokon.
2017-ben az Előretolt Helyőrség Íróakadémia pályakezdő ösztöndíjasa lett. A rá következő évben először jelent meg nyomtatásban versfordítása a Fernando Pessoa életművét tartalmazó Bensőmben sokan élnek című kötetben, Szimbólumok? Fenébe a szimbólumokkal címmel.
2019-ben jelent meg első kötete Patyik Fedon élete címmel az Előretolt Helyőrség Kiadónál, Bereményi Géza és Sántha Attila ajánlásával. Ezzel egyidejűleg tanítási gyakorlatot végzett a Deák Téri Evangélikus Gimnáziumban, majd a Budapest-Fasori Evangélikus Gimnáziumban.
2020-ban felvételt nyert a Pázmány Péter Katolikus Egyetem Bölcsészet- és Társadalomtudományi Kar Irodalomtudományi Doktori Iskolájába. Doktori témája Bereményi Géza életműve. Később jeles minősítésű diplomát szerzett a Pázmány Péter Katolikus Egyetemen, magyar-hittan osztatlan tanári szakon

## Kötetei
- Patyik Fedon élete; Előretolt Helyőrség Íróakadémia, Bp., 2019 (Enumeráció)
- Tiki; Előretolt Helyőrség Íróakadémia, Bp., 2020
- Lóri és a kihalt állatok, Móra Könyvkiadó, Bp., 2022

## Díjak elismerések
- 2019 – Kiváló Művész ösztöndíj (Pázmány Péter Katolikus Egyetem)
- 2022 – Gérecz Attila-díj

## Recenziók, kritikák
- Bárka: http://www.barkaonline.hu/kritika/7178-patyik-fedon-mindig-nyitott-kabatja
- Irodalmi Jelen: https://www.irodalmijelen.hu/2020-maj-22-1203/mi-lenne-ha-en-lennel
- Magyar Nemzet: https://magyarnemzet.hu/kultura/elkerult-patoszveszely-ironia-eletrajzi-fikcio-7061465/
- Helyőrség: https://helyorseg.ma/rovat/ajanlo/szentmartoni-janos-negy-indulas
- PPKE BTK: https://btk.ppke.hu/felvetelizoknek/kivalosagaink/hallgatok/regos-matyas Archiválva 2020. október 10-i dátummal a Wayback Machine-ben
- Erdélyi Előretolt Helyőrség: https://media.szekelyhon.ro/pictures/editions/186/18642/18642_263008.pdf
- Libri Magazin: https://magazin.libri.hu/libri-trend/libri/idegesito-hangeron-uvolt-a-live-is-life-ezekre-az-uj-magyar-konyvekre-is-erdemes-figyelni/
- A felsoroltakon kívül megjelent Nagygéci Kovács József kritikája a Magyar Hang 2019. évi 24. számában Tök alsó meg hasonlók címmel, Papp Máté kritikája a 2020. januári Kortárs számban, valamint Smid Róbert kritikája a Magyar Naplóban.